# Javier Ambrossi
Francisco Javier García de la Camacha Gutiérrez-Ambrossi (Madrid, 24 de junio de 1984) más conocido como Javier Ambrossi, es un director, guionista, productor, actor y presentador español. Es hermano de la también actriz Macarena García.

## Biografía
Es hijo de Francisco Javier García de la Camacha y de Sofía Gutérrez-Ambrossi, y hermano de la actriz Macarena García. Estudió Periodismo en la Universidad Complutense de Madrid y Dramaturgia en la Real Escuela Superior de Arte Dramático (RESAD).
Su experiencia como actor en televisión comenzó en la publicidad. Posteriormente dio el salto a series nacionales como El comisario, Génesis: En la mente del asesino, Hermanos y detectives o Amar en tiempos revueltos. Sus papeles más conocidos son Gustavo en la serie Sin tetas no hay paraíso y Cristiano en la serie Ciega a citas de Cuatro. También trabajó en Cuéntame cómo pasó, Maitena: Estados alterados, La fuga y Arrayán.
En el cine actuó en Sexykiller, morirás por ella y como personaje principal en El triunfo, una película de Mireia Ros sobre la Barcelona de los 80, seleccionada por el Festival de Málaga y la Berlinale. Y en el teatro, en El enemigo de la clase de Nigel Williams, dirigido por Marta Angelat o en Beaumarchais de Sacha Guitry, dirigido por Josep Maria Flotats.
Junto a su pareja, el también actor y director Javier Calvo, ha escrito y dirigido montajes teatrales como el exitoso musical La llamada, por el que ganó el Broadway World a Mejor Director Artístico. También fueron creadores de la serie Paquita Salas, ganadora de tres Premios Feroz y del Premio Ondas, y dirigieron la adaptación cinematográfica de su musical, La Llamada con gran éxito de crítica y público. Por su debut cinematográfico fueron nominados, entre otros muchos premios, a los Goya en las categorías de Mejor Dirección Novel y Mejor Guion Adaptado. También al Premio Platino a la Mejor Ópera Prima. Ganaron, así mismo, el Premio Gaudí y el Fotogramas de Plata por este proyecto. 
Fue uno de los presentadores del canal musical de TDT Fly Music. Y también reportero del canal internacional Animax. También ha colaborado en Likes en #0 de Movistar+.
Desde octubre de 2017 es profesor de interpretación de la nueva edición de Operación Triunfo 2017 junto a Javier Calvo.
En 2020, estrenó una serie biográfica en tres etapas de la vida de Cristina Ortiz, "La Veneno". Fue titulada Veneno, creada por él mismo junto a Javier Calvo, que contó como protagonistas con Jedet, Daniela Santiago e Isabel Torres. Y que ha sido considerada como una de las series revelación del año. 
El día 28 de junio de 2021, Día Internacional del Orgullo LGBTI, fue entregado el Reconocimiento Arcoíris, otorgado por el Ministerio de Igualdad de España y la Dirección General de Diversidad Sexual y Derechos LGTBI, en reconocimiento a la visibilidad LGTBI en el ámbito de la cultura a la serie Veneno. Recogió el reconocimiento como cocreador de la serie.

## Vida privada
Desde 2010, mantiene una relación sentimental con el actor y director Javier Calvo. Contrajeron matrimonio en 2018.

## Filmografía como director

### Cine
| Año  | Título              | Notas                           |
| ---- | ------------------- | ------------------------------- |
| 2017 | La llamada          | Director, productor y guionista |
| TBA  | Mi querida señorita | Productor                       |
| TBA  | La bola negra       | Director, productor y guionista |

### Televisión
| Año         | Título                          | Cadena              | Notas                                    |
| ----------- | ------------------------------- | ------------------- | ---------------------------------------- |
| 2016 - 2019 | Paquita Salas                   | Flooxer / Netflix   | Creador, director y guionista            |
| 2018        | Looser                          | Flooxer             | Productor ejecutivo                      |
| 2019        | Terror y feria                  | Flooxer             | Productor ejecutivo                      |
| 2020        | Veneno                          | Atresplayer Premium | Creador, director y guionista            |
| 2021 - 2023 | Cardo                           | Atresplayer Premium | Productor                                |
| 2021        | Una Navidad con Samantha Hudson | Atresplayer Premium | Productor                                |
| 2023        | La Mesías                       | Movistar+           | Creador, director, guionista y productor |
| 2023 - 2024 | Vestidas de azul                | Atresplayer Premium | Productor                                |
| TBA         | Piraña                          | Atresplayer Premium | Creador                                  |
| 2025        | Mariliendre                     | Atresplayer Premium | Productor                                |
| TBA         | Superestar                      | Netflix             | Productor                                |

## Filmografía como actor

### Televisión
| Año         | Serie                            | Canal               | Personaje      | Notas        |
| ----------- | -------------------------------- | ------------------- | -------------- | ------------ |
| 2004        | El comisario                     | Telecinco           | Manu           | 1 episodio   |
| 2006        | Génesis: En la mente del asesino | Cuatro              | Tobías         | 1 episodio   |
| 2007        | Hermanos y detectives            | Telecinco           | Sebastián      | 1 episodio   |
| 2007 - 2008 | Amar en tiempos revueltos        | La 1                | Sergio         | 6 episodios  |
| 2008        | Sin tetas no hay paraíso         | Telecinco           | Gustavo        | 7 episodios  |
| 2008 - 2009 | Maitena: Estados alterados       | La Sexta            | Charly         | 8 episodios  |
| 2011 - 2012 | Las crónicas de Maia             | Atresplayer         | Pablo          | 5 episodios  |
| 2012        | La fuga                          | Telecinco           | Gallardo       | 1 episodio   |
| 2012        | Imperium                         | Antena 3            | Esclavo        | 1 episodio   |
| 2012        | Arrayán                          | Canal Sur           | Jessie         | 25 episodios |
| 2014        | Ciega a citas                    | Cuatro              | Cristiano      | 19 episodios |
| 2015 - 2016 | Cuéntame cómo pasó               | La 1                | Richi          | 11 episodios |
| 2018        | Looser                           | Flooxer             | Él mismo       | 1 episodio   |
| 2019        | La otra mirada                   | La 1                | Benito Padilla | 1 episodio   |
| 2020        | Física o química: El reencuentro | Atresplayer Premium | Él mismo       | 1 episodio   |
| 2022        | Dos años y un día                | Atresplayer Premium | Él mismo       | 1 episodio   |

#### Como colaborador/presentador
- Fly Music. Presentador
- Animax. Reportero
- Likes. Colaborador
- Operación Triunfo. Profesor de interpretación 2017-2018.
- El chat de Operación Triunfo 2017-2018
- Trabajo temporal. Concursante
- Mask Singer: adivina quién canta. Jurado (2020-2024)
- Drag Race España. Jurado (2021-presente)
- Drag Race España: All Stars. Jurado (2024)
- Premios Goya. Presentador (2024)

## Teatro

#### Como autor y director
- Windsor. Como autor y director (2012)
- Miss Fogones Universal. Como autor y director (2013)
- La llamada. Como autor y director junto a Javier Calvo (2013-2023)

#### Como actor
- Beaumarchais. Dirigida por Josep Maria Flotats con texto de Sacha Guitry. (2010–2011)
- ¡A saco!. Dirigida por Juan José Afonso con texto de Joe Orton, Loot. (2010)
- El enemigo de la clase. Dirigida por Marta Angelat con texto de Nigel Williams. (2007–2009)

## Premios
Premios Goya
| Año  | Categoría             | Película   | Resultado |
| ---- | --------------------- | ---------- | --------- |
| 2017 | Mejor guion adaptado  | La llamada | Nominado  |
| 2017 | Mejor dirección novel | La llamada | Nominado  |

Premios Feroz
| Año  | Categoría                 | Película      | Resultado |
| ---- | ------------------------- | ------------- | --------- |
| 2017 | Mejor serie de comedia    | Paquita Salas | Ganador   |
| 2018 | Mejor película de comedia | La llamada    | Ganador   |
| 2019 | Mejor serie de comedia    | Paquita Salas | Nominado  |
| 2020 | Mejor serie de comedia    | Paquita Salas | Nominado  |
| 2024 | Mejor serie dramática     | La Mesías     | Ganador   |
| 2024 | Mejor guion en una serie  | La Mesías     | Ganador   |

Medallas del Círculo de Escritores Cinematográficos
| Año  | Categoría                 | Película   | Resultado |
| ---- | ------------------------- | ---------- | --------- |
| 2017 | Mejor guion adaptado      | La llamada | Nominado  |
| 2017 | Mejor director revelación | La llamada | Nominado  |

Premios Fotogramas de Plata
| Año  | Categoría                                  | Película   | Resultado |
| ---- | ------------------------------------------ | ---------- | --------- |
| 2017 | Mejor película española según los lectores | La llamada | Ganador   |

Premios Forqué
- 2024 Mejor serie (Ganador)

Premios Ondas
- 2017 Mejor serie de ficción de emisión digital: Paquita Salas de Netflix. (Ganador)

- 2020 Mejor intérprete de ficción femenino nacional: Jedet Sánchez, Daniela Santiago e Isabel Torres (ex aequo) por Veneno. (Ganador)